# I nipoti di Paperino
I nipoti di Paperino (Donald's Nephews) è un film del 1938 diretto da Jack King. È un cortometraggio animato della serie Donald Duck, prodotto dalla Walt Disney Productions e uscito negli Stati Uniti il 15 aprile 1938, distribuito dalla RKO Radio Pictures. Questo cartone è la prima apparizione animata di Qui, Quo e Qua. Nell'aprile 1998 fu inserito nel film di montaggio direct-to-video I capolavori di Paperino.

## Trama
Paperino riceve una cartolina da sua sorella Dumbella, che gli dice che i suoi tre "angelici" ragazzi Qui, Quo e Qua vengono a fargli visita. Inizialmente Paperino è entusiasta di vedere i suoi nipoti, ma ben presto i ragazzi iniziano a giocare a croquet dentro casa su dei tricicli, rompendo diversi oggetti e facendo cadere vicino a Paperino un libro dal titolo L'educazione del bimbo moderno. Paperino apre il libro e legge che "la musica può calmare il bimbo selvaggio". Si mette così a suonare al pianoforte Pop Goes the Weasel, ma viene varie volte infastidito da Qui, Quo e Qua, che finiscono con litigare. Paperino sfoglia nuovamente il libro, dove trova scritto che "quando i bambini litigano forse hanno fame". Prende perciò dalla tavola un tacchino e lo mostra ai nipotini, i quali però si mettono a battibeccare anche in questo frangente. Dopo averli calmati e dopo aver detto una preghiera, riceve un morso sulla mano da Qua. Il papero legge sul libro "quando tutto fallisce, destare loro pietà". Mentre finge di piangere, Qui lo consola; Quo e Qua nel frattempo farciscono una fetta di torta con della senape piccante, per poi darla allo zio. A Paperino va a fuoco la gola e i ragazzi gli gettano dell'acqua in continuazione, per poi andarsene con i loro tricicli, lasciandolo con la casa quasi distrutta. Paperino butta l'occhio su una pagina che recita che "dopotutto, i bambini sono angeli senza ali". Leggendo ciò, si arrabbia talmente tanto da strappare il libro in mille pezzi.

## Distribuzione

### Edizioni home video

#### VHS
- VideoParade vol. 17 (maggio 1994)

#### DVD
Il cortometraggio è incluso nel DVD Walt Disney Treasures: Semplicemente Paperino - Vol. 1.